# Alexander Schlicke
Pour les articles homonymes, voir Schlicke.
Alexander Schlicke est un homme politique allemand, né le 26 mars 1863 à Berlin (Empire allemand) et mort le 2 février 1940 à Stuttgart (Troisième Reich).
Membre du SPD, il est ministre du Travail de 1919 à 1920.